# Tanaidacea
Ordre
Les Tanaidacea sont un ordre de crustacés péracarides de la classe des malacostracés.

## Classification

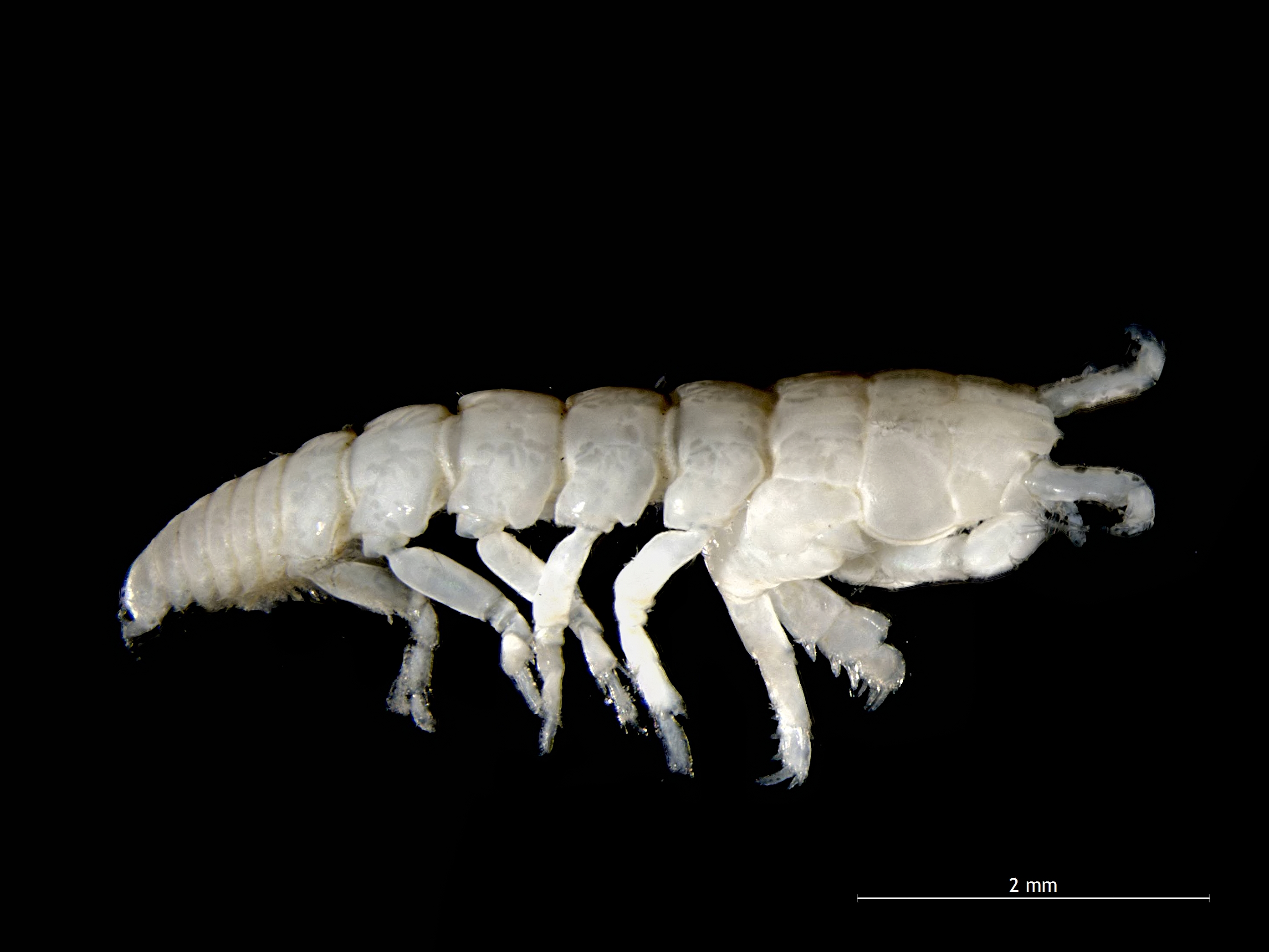
Apseudopsis latreillii

Selon G. Anderson : Peracarida Taxa and Literature (11 mai 2011)
- Anthracocaridomorpha Sieg, 1980
  - Anthracocarididae Schram, 1979
  - Niveotanaidae Polz, 2005
- Apseudomorpha Sieg, 1980
  - Apseudoidea Leach, 1814
    - Apseudellidae Gutu, 1972
    - Apseudidae Leach, 1814
    - Gigantapseudidae Kudinova-Pasternak, 1978
    - Kalliapseudidae Lang, 1956
    - Metapseudidae Lang, 1970
    - Numbakullidae Gutu & Heard, 2002
    - Pagurapseudidae Lang, 1970
    - Pagurapseudopsididae Gutu, 2002
    - Parapseudidae Gutu, 1981
    - Sphaeromapseudidae Larsen, 2011
    - Sphyrapidae Gutu, 1980
    - Tanzanapseudidae Bačescu, 1975
    - Whiteleggiidae Gutu, 1972

  - †Cretitanaoidea Schram, Sieg, Malzahn, 1983
    - †Cretitanaidae Schram, Sieg, Malzahn, 1983

  - †Jurapseudoidea Schram, Sieg & Malzahn, 1986
    - †Jurapseudidae Schram, Sieg & Malzahn, 1986
- Neotanaidomorpha Sieg, 1980
  - Neotanaidae Lang, 1956
- Tanaidomorpha Sieg, 1980
  - Paratanaoidea Lang, 1949
    - Agathotanaidae Lang, 1971
    - Anarthruridae Lang, 1971
    - Colletteidae Larsen & Wilson, 2002
    - Cryptocopidae Bird & Larsen, 2009
    - Leptochelidae Lang, 1973
    - Leptognathiidae Lang, 1976
    - Mirandotanaidae Blazewicz-Paszkowycz & Bamber, 2009
    - Nototanaidae Sieg, 1976
    - Paratanaidae Lang, 1949
    - Pseudotanaidae Sieg, 1976
    - Pseudozeuxidae Sieg, 1982
    - Tanaellidae Larsen & Wilson, 2002
    - Tanaissuidae Bird & Larsen, 2009
    - Teleotanaidae Bamber, 2008
    - Typhlotanaidae Sieg, 1986

  - Tanaidoidea Nobili, 1906
    - Tanaididae Nobili, 1906

  - Tanaidomorpha incertae sedis
    - †Alavatanaidae Vonk & Schram, 2007

## Publication originale
- Dana, 1849 : III. Zoology. 1. Conspectus Crustaceorum quæ in Orbis Terrarum Circumnavigatione, Carolo Wilkes e Classe Republicæ Fæderatæ Duce, lexit et descripsit Jacobus D. Dana. The American Journal of Science and Arts, ser. 2, vol. 8 p. 424-428.